# Борис Пашанскі
Борис Пашанскі (нар. 3 листопада 1982) — колишній сербський тенісист.
Найвищу одиночну позицію світового рейтингу — 55 місце досяг 27 лютого 2006, парну — 190 місце — 17 серпня 2009 року.
Найвищим досягненням на турнірах Великого шолома було 2 коло в одиночному розряді.
Завершив кар'єру 2014 року.

## Часовий графік результатів
| W | Ф | ПФ | ЧФ | #Р | КТ | К# | DNQ | A | NH |

### Одиночний розряд
| Турніри Великого шлему                 |     |     |     |     |     |     |     |     |     |     |     |       |     |     |
| Відкритий чемпіонат Австралії з тенісу |     | К1р |     | 2р  | К2р | 1р  | К1р |     |     |     | К1р | 0 / 2 | 1–2 | 33% |
| Відкритий чемпіонат Франції з тенісу   |     | К1р |     | 1р  | 1р  | 1р  | К1р |     |     |     | К1р | 0 / 3 | 0–3 | 0%  |
| Вімблдонський турнір                   | К1р | К1р |     | 1р  |     | 1р  |     |     |     |     | К3р | 0 / 2 | 0–2 | 0%  |
| Відкритий чемпіонат США з тенісу       |     |     |     | 1р  |     |     |     |     |     |     | К1р | 0 / 1 | 0–1 | 0%  |
| В-П                                    | 0–0 | 0–0 | 0–0 | 1–4 | 0–1 | 0–3 | 0–0 | 0–0 | 0–0 | 0–0 | 0–0 | 0 / 8 | 1–8 | 11% |
| Тур ATP Мастерс 1000                   |     |     |     |     |     |     |     |     |     |     |     |       |     |     |
| Індіан-Веллс                           |     |     |     | 1р  |     |     |     |     |     |     |     | 0 / 1 | 0–1 | 0%  |
| Відкритий чемпіонат Маямі з тенісу     |     |     |     | 1р  |     |     |     |     |     |     |     | 0 / 1 | 0–1 | 0%  |
| Монте-Карло                            |     |     |     | 1р  |     | К1р |     |     |     |     |     | 0 / 1 | 0–1 | 0%  |
| Рим                                    |     |     |     | 1р  |     | К2р |     |     |     |     |     | 0 / 1 | 0–1 | 0%  |
| Гамбург                                |     |     |     | 1р  |     | К2р |     |     |     |     |     | 0 / 1 | 0–1 | 0%  |
| В-П                                    | 0–0 | 0–0 | 0–0 | 0–5 | 0–0 | 0–0 | 0–0 | 0–0 | 0–0 | 0–0 | 0–0 | 0 / 5 | 0–5 | 0%  |

## Фінали турнірів ATP за кар'єру

### Парний розряд: 1 (1 поразка)
| Легенда                         |
| ------------------------------- |
| Турніри Великого шлема (0–0)    |
| Фінали Світового туру ATP (0–0) |
| Серія Мастерс ATP (0–0)         |
| Серія турнірів ATP (0–0)        |
| Серія ATP Інтернешнл (0–1)      |

| Фінали за покриттям |
| ------------------- |
| Тверде (0–0)        |
| Ґрунт (0–1)         |
| Трава (0–0)         |
| Килим (0–0)         |

| Фінали за типом корту |
| --------------------- |
| Відкритий корт (0–1)  |
| Закритий корт (0–0)   |

| Результат | W–L | Дата     | Турнір                  | Рівень           | Покриття | Партнер           | Суперники                    | Рахунок  |
| --------- | --- | -------- | ----------------------- | ---------------- | -------- | ----------------- | ---------------------------- | -------- |
| Поразка   | 0–1 | Лют 2006 | Буенос-Айрес, Аргентина | Серія Інтернешнл | Ґрунт    | Васіліс Мазаракіс | Франтішек Чермак Леош Фридль | 1–6, 2–6 |

## Фінали ATP Челленджер і ITF Ф'ючерс

### Одиночний розряд: 25 (12–13)
| Легенда               |
| --------------------- |
| ATP Челленджер (8–11) |
| ITF Ф'ючерс (4–2)     |

| Фінали за покриттям |
| ------------------- |
| Тверде (1–0)        |
| Ґрунт (11–13)       |
| Трава (0–0)         |
| Килим (0–0)         |

| Результат | W–L   | Дата     | Турнір                       | Рівень     | Покриття | Суперник                  | Рахунок            |
| --------- | ----- | -------- | ---------------------------- | ---------- | -------- | ------------------------- | ------------------ |
| Поразка   | 0–1   | Тра 2003 | Угорщина F1, Мішкольц        | Ф'ючерс    | Ґрунт    | Ігор Андрєєв              | 6–3, 3–6, 4–6      |
| Поразка   | 0–2   | Тра 2003 | Будапешт, Угорщина           | Челленджер | Ґрунт    | Юган Сеттерґрен           | 5–7, 4–6           |
| Поразка   | 0–3   | Чер 2003 | Любляна, Словенія            | Челленджер | Ґрунт    | Їржі Ванек                | 3–6, 6–3, 1–6      |
| Перемога  | 1–3   | Лип 2004 | Тампере, Фінляндія           | Челленджер | Ґрунт    | Ерік Продон               | 6–2, 3–6, 6–2      |
| Перемога  | 2–3   | Тра 2005 | Угорщина F3, Годмезевашаргей | Ф'ючерс    | Ґрунт    | Амір Хадад                | 7–6(7–2), 6–1      |
| Поразка   | 2–4   | Тра 2005 | Дрезден, Німеччина           | Челленджер | Ґрунт    | Васіліс Мазаракіс         | 3–6, 2–6           |
| Поразка   | 2–5   | Чер 2005 | Куенка (Еквадор), Еквадор    | Челленджер | Ґрунт    | Зак Флейшман              | 3–6, 4–6           |
| Перемога  | 3–5   | Лип 2005 | Будайорш, Угорщина           | Челленджер | Ґрунт    | Васіліс Мазаракіс         | 6–3, 6–2           |
| Перемога  | 4–5   | Лип 2005 | Тампере, Фінляндія           | Челленджер | Ґрунт    | Роко Каранушич            | 7–6(7–5), 4–6, 7–5 |
| Поразка   | 4–6   | Сер 2005 | Саранськ, Росія              | Челленджер | Ґрунт    | Ігор Куніцин              | 5–7, 4–6           |
| Перемога  | 5–6   | Сер 2005 | Самарканд, Узбекистан        | Челленджер | Ґрунт    | Васіліс Мазаракіс         | 6–3, 6–2           |
| Перемога  | 6–6   | Вер 2005 | Будапешт, Угорщина           | Челленджер | Ґрунт    | Васіліс Мазаракіс         | 4–6, 6–3, 6–0      |
| Поразка   | 6–7   | Лис 2005 | Монтевідео, Уругвай          | Челленджер | Ґрунт    | Хуан Мартін дель Потро    | 3–6, 6–2, 6–7(3–7) |
| Перемога  | 7–7   | Лис 2005 | Аракажу, Бразилія            | Челленджер | Ґрунт    | Ніколас Лапентті          | 7–6(11–9), 7–5     |
| Перемога  | 8–7   | Січ 2006 | Сантьяго, Чилі               | Челленджер | Ґрунт    | Пауль Капдевіль           | 6–2, 7–6(11–9)     |
| Поразка   | 8–8   | Лис 2006 | Аракажу, Бразилія            | Челленджер | Ґрунт    | Серхіо Ройтман            | 1–6, 3–6           |
| Поразка   | 8–9   | Лип 2007 | Турин, Італія                | Челленджер | Ґрунт    | Карлос Берлок             | 4–6, 2–6           |
| Перемога  | 9–9   | Вер 2007 | Черкаси, Україна             | Челленджер | Ґрунт    | Сантьяго Вентура Бертомеу | 7–5, 7–6(9–7)      |
| Поразка   | 9–10  | Бер 2008 | Барлетта, Італія             | Челленджер | Ґрунт    | Михайло Кукушкін          | 3–6, 4–6           |
| Поразка   | 9–11  | Жов 2010 | Неаполь, Італія              | Челленджер | Ґрунт    | Фабіо Фоніні              | 4–6, 2–4 ret.      |
| Перемога  | 10–11 | Бер 2012 | Італія F1, Тренто            | Ф'ючерс    | Тверде   | Стефано Гальвані          | 1–6, 6–1, 7–6(7–4) |
| Поразка   | 10–12 | Чер 2012 | Італія F14, Бусто-Арсіціо    | Ф'ючерс    | Ґрунт    | Петру-Александру Лунчяну  | 4–6, 6–7(6–8)      |
| Перемога  | 11–12 | Сер 2012 | Румунія F7, Ясси             | Ф'ючерс    | Ґрунт    | Віктор Крівой             | 6–7(6–8), 6–3, 7–5 |
| Поразка   | 11–13 | Жов 2012 | Ріо-де-Жанейро, Бразилія     | Челленджер | Ґрунт    | Гаштан Еліаш              | 3–6, 5–7           |
| Перемога  | 12–13 | Лип 2014 | Франція F14, Бург-ан-Бресс   | Ф'ючерс    | Ґрунт    | Яннік Ретер               | 4–6, 6–4, 6–3      |

### Парний розряд: 6 (3–3)
| Легенда              |
| -------------------- |
| ATP Челленджер (3–1) |
| ITF Ф'ючерс (0–2)    |

| Фінали за покриттям |
| ------------------- |
| Тверде (0–0)        |
| Ґрунт (3–3)         |
| Трава (0–0)         |
| Килим (0–0)         |

| Результат | W–L | Дата     | Турнір                       | Рівень     | Покриття | Партнер          | Суперники                          | Рахунок                     |
| --------- | --- | -------- | ---------------------------- | ---------- | -------- | ---------------- | ---------------------------------- | --------------------------- |
| Поразка   | 0–1 | Тра 2005 | Угорщина F3, Годмезевашаргей | Ф'ючерс    | Ґрунт    | Віктор Троїцький | Норберт Пакаї Тібор Сатмарі        | 3–6, 3–6                    |
| Поразка   | 0–2 | Бер 2007 | Рабат, Марокко               | Челленджер | Ґрунт    | Петер Лучак      | Юрій Щукін Орест Терещук           | 7–6(10–8), 6–7(4–7), [3–10] |
| Перемога  | 1–2 | Сер 2008 | Манербіо, Італія             | Челленджер | Ґрунт    | Томас Фаббіано   | Массімо Делл'Аква Алессіо ді Мауро | 7–6(9–7), 7–5               |
| Перемога  | 2–2 | Лис 2008 | Калі, Колумбія               | Челленджер | Ґрунт    | Даніель Коллерер | Дієго Хункейра Петер Лучак         | 6–7(4–7), 6–4, [10–4]       |
| Поразка   | 2–3 | Чер 2012 | Італія F14, Бусто-Арсіціо    | Ф'ючерс    | Ґрунт    | Антоніо Компорто | Стефано Янні Вальтер Трузенді      | 3–6, 3–6                    |
| Перемога  | 3–3 | Вер 2012 | Севілья, Іспанія             | Челленджер | Ґрунт    | Никола Чирич     | Стефан Франсен Джессі Гута Ґалунґ  | 5–7, 6–4, [10–6]            |